# المنظمة الكشفية الوطنية في مولدوفا
المنظمة الكشفية الوطنية في مولدوفا هي المنظمة الكشفية الوطنية في مولدوفا، وهي عضو في المنظمة العالمية للحركة الكشفية في عام 1997. و تعتبر المنظمة مختلطة ويوجد فيها حوالي 2430 عضو اعتبارا من عام 2011.
تأسست الحركة الكشفية في مولدوفا في عام 1913، وهي عضو مؤسس في المنظمة العالمية للحركة الكشفية كجزء من رومانيا في عام 1922، إلى أن تم حظر الكشافة من قبل حكومة كارول الثاني في عام 1937.
بعد سقوط الشيوعية، تم إعادة تشغيل الكشافة في مولدوفا في عام 1991، ولكن التضارب الذي حدث بين عامي 1992-1993 (انظر إلى حرب ترانسنيستريا) تباطأ إلى حد كبير في تطورها. في عام 1994، تم تشكيل هيئة وطنية كشفية، وسجلت رسميا تحت اسم المنظمة الكشفية الوطنية في مولدوفا .
وبحلول عام 1997، كانت المنظمة الكشفية متطورة بما فيه الكفاية للحصول على اعتراف من المكتب العالمي للكشافة. في 18 أبريل 1997 المنظمة العالمية للحركة الكشفية رحبت بمولدوفا كدولة عضوة. اعتبارا من 1 يناير 1998، المنظمة الكشفية الوطنية في مولدوفا شملت 1540 كشاف مسجل من كلا من الفتيان والفتيات، في 39 مجموعة في جميع أنحاء البلاد.

## روابط خارجية
- الكشفية في مولدوفا
- زعيم الحركة الكشفية يعبر المحيط للمساعدة على مخيم الصعيد المحلي